# Hura crepitans

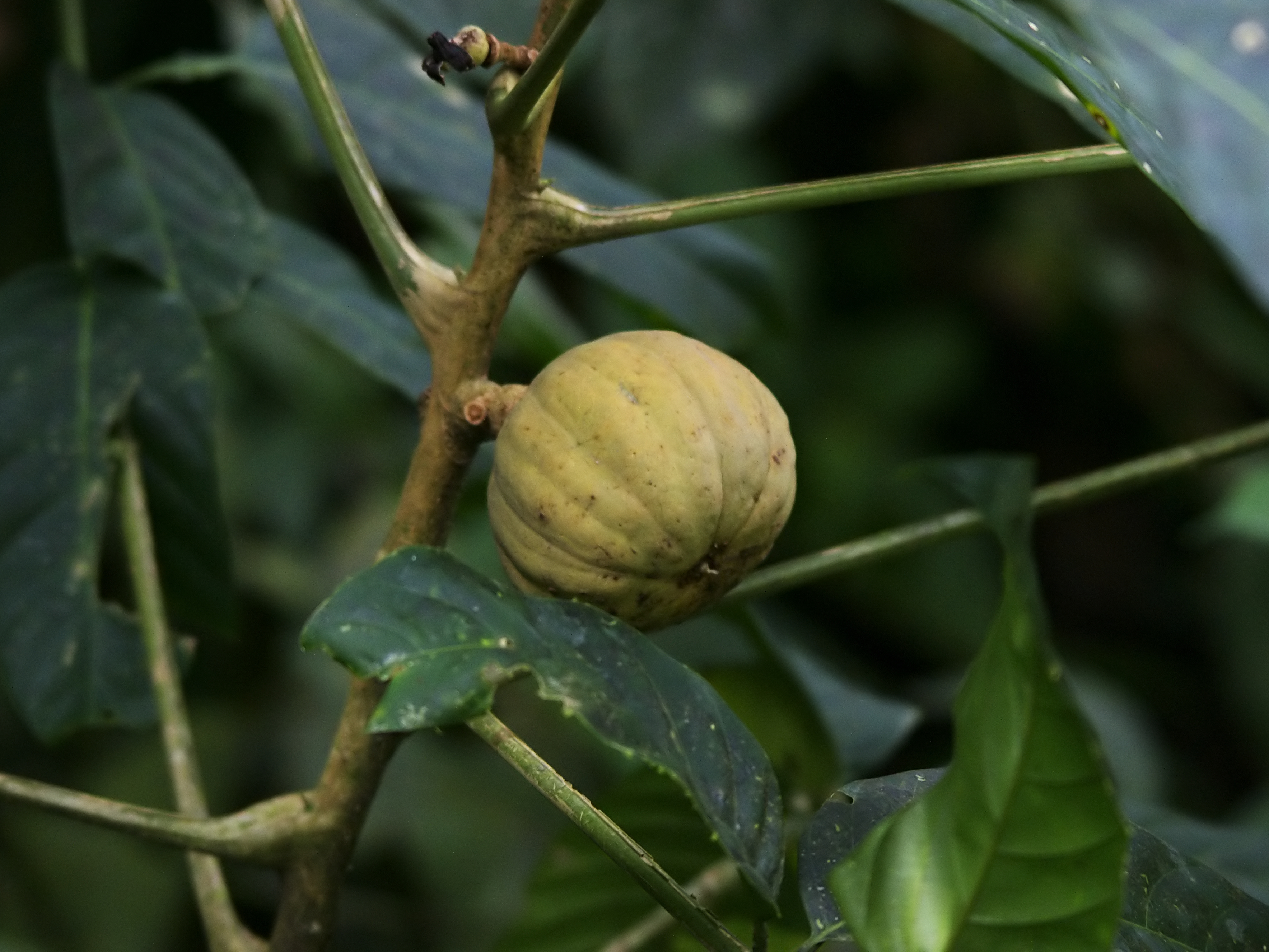
Fruto.

Hura crepitans, también llamado catahua, ochoó, jabillo, jabilla, ceiba amarilla,  solimán o   salvadera es un árbol venenoso para los seres humanos, de la familia de las  euforbiáceas. Por su gran tamaño, constituye una especie maderable de gran valor económico. Es nativa de las regiones intertropicales americanas, tanto en América del Norte y Central como en América del Sur, especialmente en las cuencas del Orinoco y del Amazonas. En México se la conoce con los nombres de haba de indio y haba de san Ignacio.

## Descripción

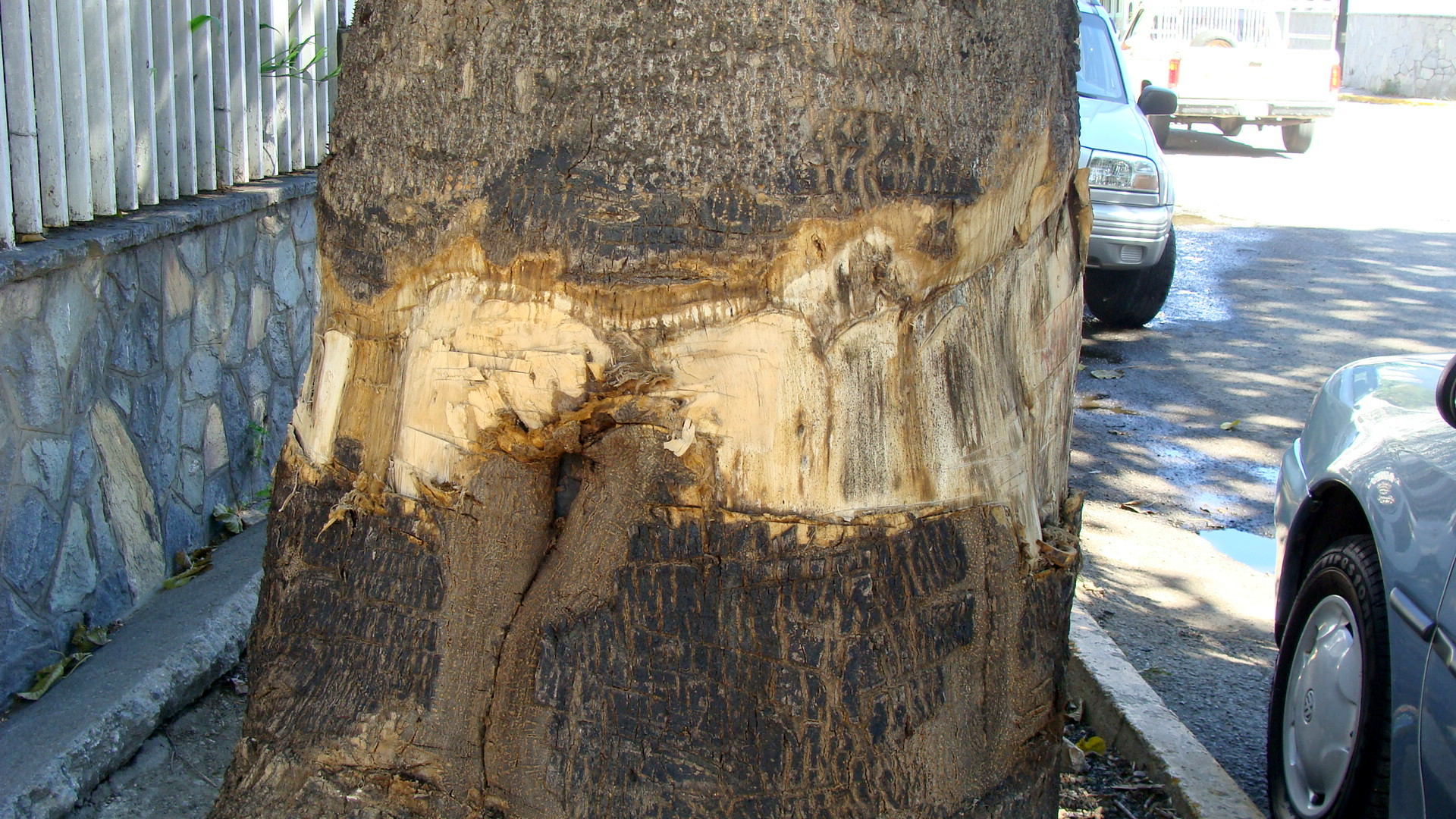
Tronco de un jabillo de gran tamaño que ha ocupado toda la acera en una calle de Caracas, Venezuela, levantando tanto la acera como la calle y obligando a los vecinos a cortar las púas alrededor del mismo.

Árbol perennifolio que puede alcanzar los 60 m de altura, su madera es pesada y compacta y sus raíces son bastante superficiales y con contrafuertes, como las de muchas especies forestales de la zona intertropical[cita requerida]. El tronco está cubierto de espinas, probablemente desarrolladas como mecanismo de defensa.
 Las hojas ovadas y coriáceas alcanzan los 60 cm de ancho.
Es una especie monoica, con flores rojas sin pétalos. Las masculinas surgen en largos racimos, mientras las femeninas surgen solitarias.
El fruto es una cápsula similar a una pequeña calabaza de unos 5 a 8 cm de diámetro con dehiscencia explosiva. Los 16 carpelos radiales contienen semillas aplanadas de unos 2 cm de diámetro, encerradas entre dos pequeñas valvas curvas de madera muy dura. Estas semillas maduran al llegar la época de lluvias y al mojarse estallan, produciendo un ruido muy fuerte. Este estallido las puede catapultar a una velocidad de 70 m por segundo. Según una fuente pueden alcanzar una distancia de 100 m, según otra, unos 45 m del árbol, con una moda de 30 m.

## Usos
Los frutos pueden consumirse tostados en pequeñas cantidades, pero crudos son 'muy peligrosos por el látex de propiedades purgantes como la pichoga.[cita requerida] 

Su látex tóxico afecta a los peces adormeciéndolos, por lo que se utiliza para atraparlos. Sin embargo, hay aves (loros, por ejemplo) y monos que se alimentan de sus frutos y semillas, especialmente tiernos. 
Los caribes usaban las flechas envenenadas con el látex. La madera, llamada "hura" se utiliza para trabajos menores de construcción.

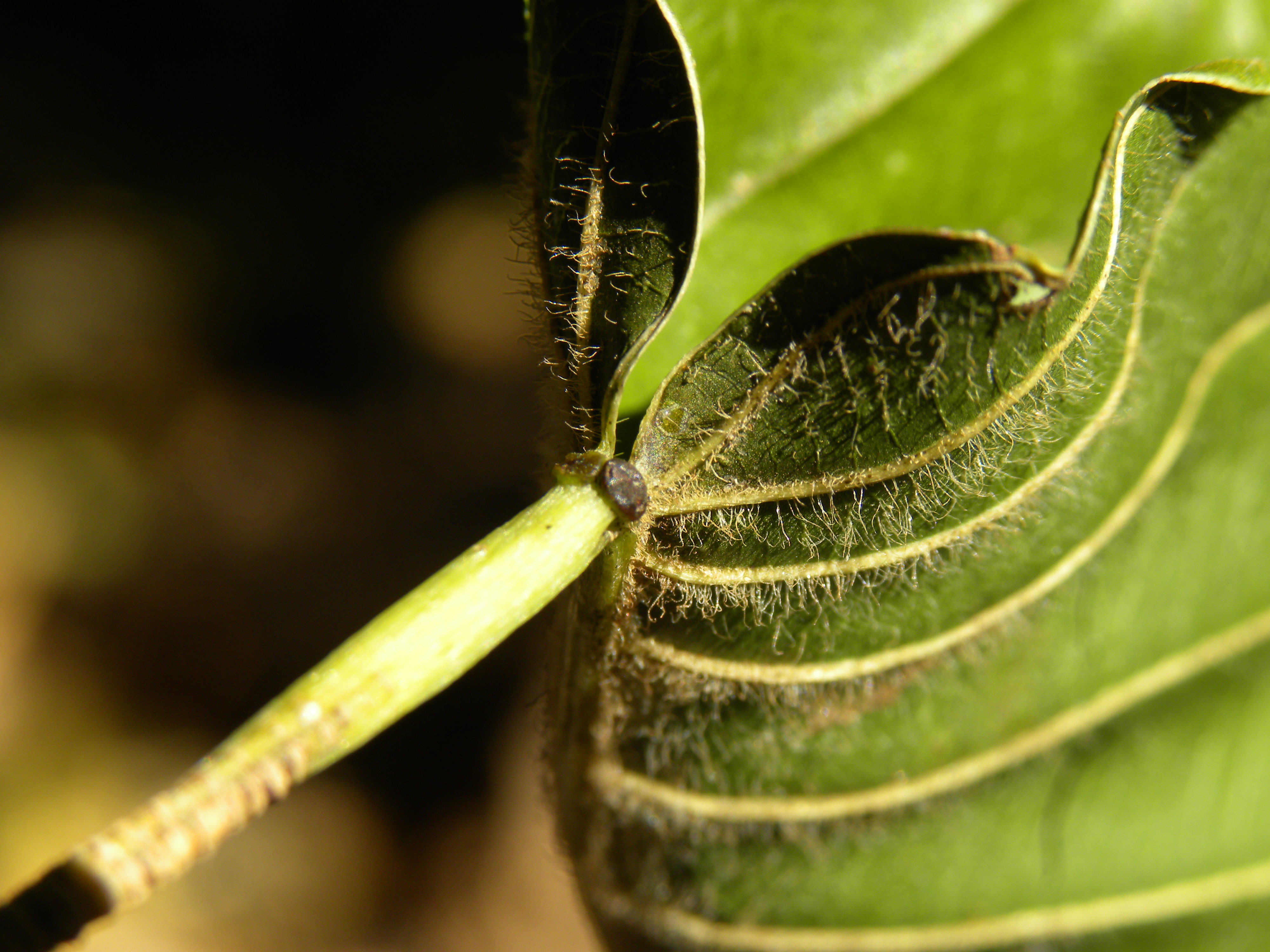
Detalle de la hoja. Se aprecian las glándulas apicales sobre el peciolo y el indumento de la lámina.

## Taxonomía
Hura crepitans fue descrita por Carlos Linneo y publicado en Species Plantarum 2: 1808. 1753.

## Sinonimia
- Hura brasiliensis Willd.
- Hura crepitans var. genuina Müll.Arg.
- Hura crepitans var. membranacea Müll.Arg.
- Hura crepitans var. oblongifolia Müll.Arg.
- Hura crepitans forma oblongifolia Müll.Arg.
- Hura crepitans var. orbicularis Müll.Arg.
- Hura crepitans forma orbicularis Müll.Arg.
- Hura crepitans forma ovata Müll.Arg.
- Hura crepitans var. ovata Müll.Arg.
- Hura crepitans var. senegalensis (Baill.) Boiss.
- Hura crepitans var. senegalensis Müll.Arg.
- Hura crepitans var. strepens Müll.Arg.
- Hura senegalensis Baill.
- Hura strepens Willd.[8]